# Поликаста
Поликаста је име више личности из грчке митологије.

## Митологија
1. Поликаста је била Несторова најмлађа кћерка, која је, заједно са својом породицом, угостила Телемаха који је трагао за Одисејем, својим оцем, који се још увек није вратио из тројанског рата. Она га је окупала, намазала уљем и нахранила.[1] Са њим је имала кћерку Персептолиду.[2]
2. Поликаста је била и Лигејева кћерка која је са Икаријем имала кћерку Пенелопу,[2] као и синове Алисеја и Леукадија.[3]
3. Поликаста је друго име за Дедалову сестру Пердику и Калову (или Талову) мајку.[4]